# Resident Evil 4
Resident Evil 4 (w Japonii zatytułowany Biohazard 4) – czwarta część serii survival horrorów Resident Evil, wyprodukowana przez japońską firmę Capcom, a wydana przez firmy Ubisoft, Nintendo Australia, Red Ant Enterprises na różne platformy. Oficjalna premiera na konsolę GameCube odbyła się 11 stycznia 2005 roku w USA, w Japonii premiera miała miejsce 16 dni później, zaś w Europie 18 marca tego samego roku. Na początku Resident Evil 4 miał być exclusivem na konsolę GameCube, lecz postanowiono wydać ją również na PlayStation 2, co przyczyniło się do zwiększenia popularności gry. Na konsolę GameCube sprzedano 1,69 mln kopii, na PlayStation 2 – 2,91 mln, a na Wii 1,56 mln sztuk.
24 marca 2023 roku firma Capcom wydała remake Resident Evil 4.

## Fabuła
W roku 2004, 6 lat po wydarzeniach w Raccoon City, przeciwko korporacji farmaceutycznej Umbrella kończy się śledztwo. Pod naciskiem rządu USA oraz opinii publicznej wychodzą na światło dzienne wszystkie nielegalne badania nad wirusami, eksperymenty medyczne oraz skutki działań w Raccoon City. Wskutek tych wydarzeń Umbrella ogłasza bankructwo i przestaje istnieć. Jednym z bohaterów tamtych wydarzeń jest Leon S. Kennedy – były policjant, aktualnie tajny agent na usługach rządu USA. Jego aktualnym zadaniem jest odnalezienie zaginionej córki prezydenta, Ashley Graham. Została ona porwana i uprowadzona do Hiszpanii przez tajemniczą okultystyczną organizację. Leon wyrusza jej tropem i dociera do oddalonej od cywilizacji hiszpańskiej wioski. Tym razem na swej drodze nie spotyka zombie, a zakażonych Las Plagas agresywnych mieszkańców. Podczas wykonywania misji spotyka starych znajomych: Adę Wong i Jacka Krausera, z którym rozpoczynał szkolenie w USA na tajnego agenta. Po uwolnieniu Ashley, przywódca „Los Illuminatos” (z hiszpańskiego: Oświeconych) Osmund Saddler, nakazuje swoim podwładnym odzyskanie prezydenckiej córki. Udaje się to w zamku Ramona Salazara insektodalnym Novistadorom (z hiszpańskiego: Niewidocznym dla ludzi). Zmusza to Leona do podróży na pobliską wyspę, która jest zmilitaryzowano-badawczym kompleksem wykorzystywanym przez ludzi Saddlera. Tu Leon pokonuje z pomocą Ady zmutowanego Saddlera i zdobywa próbkę Master Plaga, lecz – Ada zmusza Leona do oddania próbki i ucieka z wyspy śmigłowcem. Zachęca Leona do tego samego aktywując ładunki umieszczone na całej wyspie i oddaje mu kluczyki do skutera wodnego. Mając 3 minuty do detonacji, Leon i Ashley uciekają na nim.

## Rozgrywka
Resident Evil 4 niemalże we wszystkim różni się od poprzednich trzech części. Najbardziej widoczne innowacje w tej grze to:
- Widok zza pleców bohatera (TPP) przez cały czas rozgrywki.
- Postać handlarza, u którego można kupić broń, ulepszyć ją, dokupić przydatne rzeczy, a także można mu sprzedać przedmioty znalezione podczas gry.
- W niektórych etapach gry bohaterowi towarzyszy córka prezydenta, Ashley – gracz jest zmuszony ją chronić, gdyż jeśli zostanie zabita lub któryś z Ganados ją porwie, gra jest skończona. Sam gracz musi również uważać z oddawaniem strzałów, bowiem Ashley może zostać zraniona przez Leona.
- Resident Evil 4 jest pierwszą grą w serii, w której przeciwnikami nie są zombie – w ich zastępstwie przyszli inteligentniejsi wrogowie którzy są kontrolowani przez pasożyta: wieśniacy, mnisi oraz żołnierze. Wszyscy ci przeciwnicy potrafią komunikować się między sobą, stawiać drabiny żeby wejść do pomieszczenia oraz używać różnych broni.

## Historia powstania gry
Historia Resident Evil 4 rozpoczyna się pomiędzy rokiem 1998 a 2000, pod nadzorem Hideki Kamiya – reżysera Resident Evil 2. Pierwotnie gra planowana była na platformę Sony PlayStation 2. Początkowe prace to tzw. R&D, oraz podróż do Hiszpanii w celu przyjrzenia się architekturze tamtejszych zamków. W pewnym momencie uznano, że kierunek rozwoju gry oddala ją coraz bardziej od serii.
Prace nad RE4 ponownie ruszyły we wrześniu 2001 roku, kiedy Capcom ogłasza podpisanie umowy z Nintendo. Jako wersje exclusive na konsolę GameCube miały wyjść 3 gry: Resident Evil Zero, Resident Evil REmake oraz Resident Evil 4. Jest to szósta gra z serii (nie licząc gier spin-off) po Resident Evil Zero, Resident Evil 1, Resident Evil 2, Resident Evil 3: Nemesis oraz Resident Evil Code: Veronica. Prace trwały do roku 2005. W tym czasie przedstawiono 3 różne wersje gry. Pierwsza z nich została nazwana The Fog Version (ang. Mgła) i zaprezentowana na Tokyo Game Show w 2002 roku. Odpowiedzialny za tę wersje był Hiroshi Shibata, drugoplanowy projektant Resident Evil 3: Nemesis. Gra rozpoczynała się w siedzibie Umbrelli, gdzieś na terenie Europy. Zadaniem Leona była infiltracja kwatery głównej oraz walka z przeciwnikiem, który formował się z otaczającej mgły. Wygląda na to, że Capcom nie wyrzucił projektu stwora do kosza, ponieważ niemal identyczny występuje w Resident Evil 5. Cały projekt Capcom bez rozgłosu anulowało i już w 2003 podczas targów E3 pokazało kolejną propozycję gry. Wersja została nazwana Hooked Man. Akcja rozgrywa się w nawiedzonej rezydencji, gdzie Leon używa latarki w różnych pomieszczeniach. Pokazany zwiastun przedstawiał dwa światy: jeden normalny, a drugi paranormalny. Po przejściu w ten drugi kolorystyka gry ulegała zmianie, a na ekranie pojawiali się przeciwnicy. Resident Evil 4 na tym etapie przypominał bardzo inną serię survival horrorów: Silent Hill. Z tej wersji przetrwało kilka rzeczy, które pojawiły się w finalnej grze:
- Kamera po raz pierwszy w całej serii pokazywała akcję z perspektywy trzeciej osoby. Podczas celowania przechodziła w tryb znad ramienia bohatera.
- Czerwony laser podczas celowania pojawia się na przeciwniku ułatwiając oddawanie celnych strzałów.
- Obrona przed pustą rycerską zbroją następuje przez QTE.
- Umiejętność rzucania granatami.
- Przytrzymanie lewego triggera na padzie aktywowało druga broń. W Hooked Man był to granat. Ostatecznie zamieniono go na nóż.
- Po raz pierwszy zastosowano informacje na ekranie w postaci ostrzeżenia o zdrowiu bohatera. W ostatecznej wersji ekran informacji (tzw. HUD) został jeszcze bardziej rozbudowany.
- Wygląd Leona jest niemal identyczny, jak w drugiej części.

Gameplay z tej wersji można znaleźć na specjalnej płycie DVD zatytułowanej Biohazard 4 Secret DVD. Powodem dla którego zrezygnowano z tej wersji, to zbyt dalekie odejście od kanonu serii Resident Evil. Jest to dziwne, ponieważ jeden z głównych zarzutów graczy do wydanej wersji był identyczny. Istniała czwarta beta wersja gry, w której to zombie ponownie byli naszymi wrogami, lecz niewiele wiadomo na ten temat, bowiem nigdy publicznie Capcom nie pokazał tej koncepcji.

## Biohazard 4 Secret DVD
Płyta została wydana tylko w Japonii, 27 stycznia 2005 roku, przez Capcom. Jedynym sposobem na jej zdobycie było przedpremierowe zamówienie gry. Pojawiły się trzy wersje, które różniły się nadrukiem na płycie: na jednym był Leon, na drugim Ashley, a na ostatniej Ada. Przed zakupem nie było możliwości wyboru, dopiero po otwarciu pudełka można było stwierdzić, która wersja przypadła kupującemu. Zawartość płyty:
- Historia tworzenia Resident Evil 4 (inna wersja niż dodawana do wersji USA).
- Wywiad z twórcami.
- Anulowana wersja RE4 tzw. Hooked Man.
- Zwiastuny z Las Vegas, styczeń 2004 (E3 2004, TGS 2004).
- Zwiastun gry Killer7.
- Zwiastun filmu Resident Evil 2: Apokalipsa.

## Wersje gry

### GameCube
„Resident Evil 4" miał być początkowo exclusivem na konsolę Nintendo, czego początkowo mocno zastrzegali się twórcy. Wersja ta posiada dodatki: bonusowe mini-gry Assignment Ada (Ada the Spy w Japonii) i The Mercenaries, bronie Handcannon i Chicago Typewriter, oraz strój Leona z Resident Evil 2. Wydania: amerykańskie i japońskie nie różnią się zbytnio od siebie, w amerykańskiej wersji lekko zmieniono sceny śmierci Leona, a w japońskiej dodano poziom trudności Easy. Wersja europejska różni się od wersji amerykańskiej tylko pod względem zmian w opcjach broni palnych. Tak samo jak wersja japońska, europejska posiada poziom Easy.
Pomimo iż wersja europejska gry zawierała wszystkie dodatki co wersje amerykańska i japońska, wersja niemiecka została pozbawiona gier Assignment Ada i The Mercenaries oraz filmu „Resident Evil 4: Incubate”.

### PlayStation 2
Gra pojawiła się 25 października 2005 roku w USA. RE4 na PS2 jest portem z GameCube, lecz przez mniejszą moc obliczeniową PS2 gra nieco ucierpiała pod względem graficznym, co wprowadza pewne utrudnienia. Wersja ta prócz dodatków z wersji na GameCube, posiada zupełnie nowe bonusy: dodatkowa gra Separate Ways (The Another Order w Japonii), Ada’s Report (Raport Ady) po ukończeniu Separate Ways, nowy kostium dla głównych bohaterów (Leon w stroju gangstera z lat '30, Ashley zakuta w zbroję rycerską, jednocześnie będącą odporną na wszelkie ataki), broń P.R.L. 412 (Plaga Removal Laser) po ukończeniu gry na poziomie trudności Professional, Movie Browser – tryb pozwalający na obejrzenie wszystkich wstawek filmowych z głównego scenariusza i Separate Ways, oraz poziom trudności Amateur dla wersji hiszpańskiej i japońskiej. Jest także możliwość przełączenia na obraz panoramiczny.

### PC
Wersja gry na komputery osobiste została wydana przez studio Ubisoft. Gra jest w całości portem z PlayStation 2. Oprócz wszystkich dodatków, które posiada wersja na konsolę Sony, gra nie różni się niczym.

Wersja PC-towa, w porównaniu do wszystkich wersji na „duże” platformy, została oceniona najgorzej. Głównym zarzutem w jej stronę było sterowanie i celowanie tylko za pomocą klawiatury (bez myszki), co zostało uznane za toporne i bardzo uciążliwe.

### Wii
Wersja na najnowszą konsolę Nintendo została wydana 2 i pół roku po oficjalnej premierze na GameCube. Najbardziej widoczne zmiany to: sterowanie za pomocą reagującego na ruch Wiilota, wygodniejsze celowanie za pomocą Wiilota (na ekranie widoczny duży celownik, zmieniający się z zielonego a czerwony, gdy najedzie na przeciwnika; w opcjach jest dodatkowo możliwość włączenia auto-namierzania), zmieniono także kilka drobnych rzeczy związanych z samą rozgrywką. Wersja na Wii posiada wszystkie dodatki co wersja na PlayStation 2, wraz z przełączeniem na obraz panoramiczny. W mini-grach Assignment Ada i The Mercenaries, Ada jest uzbrojona w nóż, co jest wyłącznie na Wii. Główny scenariusz Leona, The Mercenaries i Assignment Ada to porty z GameCube, wszystkie inne bonusy (włącznie z Separate Ways) są wzięte z PlayStation 2.

### Mobile
Gra ukazała się pod nazwą Biohazard 4 Mobile edition i nigdy nie opuściła granic Japonii. Jej zapowiedź pojawiła się na targach TGS w roku 2007. Została wydana 1 lutego 2008 roku.

## Dodatki
Jednorazowe przejście Resident Evil 4 odblokowuje cztery tryby gry:
- Separate Ways – dodatkowy scenariusz, w którym gracz steruje tajną agentką Organizacji – Adą Wong. Separate Ways składa się z 5 rozdziałów (2 w wiosce, 1 w zamku i 2 na wyspie), a jej scenariusz jest jednocześnie łącznikiem z głównym wątkiem Leona (jest także kanonicznym dla wydarzeń w serii). Bossami są zmutowani Jack Krauser i lord Osmund Saddler. Wersja na GameCube nie posiada tego dodatku. Po ukończeniu tej gry, zostaje odblokowany kostium gangstera dla Leona.

- The Mercenaries – dodatkowa mini-gra, która polega na zabiciu odpowiedniej ilości przeciwników, by ilość punktów przekroczyła 60000. Grę rozpoczyna się Leonem, do odblokowania są jeszcze cztery inne postacie – Ada Wong, Jack Krauser, Albert Wesker i HUNK (tajny agent Umbrelli z Resident Evil 2). Każdą z postaci można grać w czterech lokacjach – wiosce, zamku, bazie wojskowej i porcie morskim. Po zdobyciu pięciu gwiazdek na każdej planszy, zostaje odblokowana dodatkowa broń.

- Assignment Ada (w Japonii pod nazwą Ada the Spy) – mini-gra, którą grywalną bohaterką jest Ada Wong. Zadanie zlecone przez Alberta Weskera, gracz rozpoczyna na wyspie w celu odszukania 5 próbek Las Plagas. Finałowym bossem jest zmutowany Jack Krauser. Ukończenie tego dodatku nagradzane jest dodatkową bronią – Chicago Typewriter, którą można użyć w Separate Ways.

- Resident Evil 4: Incubate – film dodany do wersji na PlayStation 2 i późniejszych wydaniach gry. Jest to 82 minutowe streszczenie fabuły RE4: przeplatają się tu wątki z głównego scenariusza, oraz z Separate Ways. Pojawiają się wcześniej niepokazywane ujęcia z gry oraz rozmowy bohaterów.

## Głosy
- Paul Mercier – Leon S. Kennedy / Kupiec
- Carolyn Lawrence – Ashley Graham
- Sally Cahill – Ada Wong
- Rino Romano – Luis Sera
- Michael Gough – Osmund Saddler
- Rene Mujica – Ramon Salazar
- Jim Ward – Jack Krauzer
- Jesse Corti – Bitores Mendez
- Richard Waugh – Albert Wesker
- Ward E. Sexton – Tytułowy narrator
- Alex Mendoza – Wieśniacy / Mnisi
- Carol Bach y Rita (jako Carol Bach-Y-Rita) – Wieśniaczki / Mnisi
- Carlos Carrasco – Wieśniacy / Mnisi